# Banco DELSUR
El Banco DELSUR es una institución financiera venezolana de capital nacional privado. Es el 20º banco más grande del país ubicándose dentro del Estrato pequeño según SUDEBAN.
En la actualidad forma una red de 77 puntos de atención entre agencias y taquillas bancarias y externas.

## Historia
Fue fundado el 6 de marzo de 1978 con sede en Ciudad Guayana, Estado Bolívar como Del Sur Entidad de Ahorro y Préstamo. Acorde a la visión del Plan de Negocios 1999-2001, se llevó a cabo la fusión con Oriente E.A.P., incrementando los activos totales en 67%. Al tiempo que permitió la entrada de DELSUR a la región nororiental, zona cautiva por Oriente E.A.P.
A finales del año 2000, se iniciaron negociaciones con Mérida Entidad de Ahorro y Préstamo (MERENAP), que tras un breve periodo de espera, se convirtió en Compañía Anónima por disposiciones de la Superintendencia de Bancos. De este modo fue posible la unión con DELSUR. 
El 23 de marzo de 2001 cambia su denominación de Entidad de Ahorro y Préstamo a Banco de Inversión. El 23 de noviembre de 2001, se concretó la fusión de MERENAP y la posterior absorción por parte de DELSUR Banco de Inversión quien se transformó en Banco Universal.
Para mediados de 2007 Del Sur Banco Universal contaba con 89 agencias a nivel nacional.